# Nick Barmby
Nick Barmby, né le 11 février 1974 à Kingston upon Hull (Angleterre), est un footballeur international anglais ayant évolué aux postes de milieu offensif et d'attaquant entre 1991 et 2012.
Après avoir assuré l'intérim au poste d'entraîneur d'Hull City pendant un mois et demi tout en prenant part à quelques matches, Barmby est officiellement nommé à la tête du club le 10 janvier 2012. Il prend de ce fait sa retraite sportive, comme annoncé quatre jours plus tôt. Il est démissionné en mai 2012.

## Biographie
Ayant grandi sur la côte ouest de Hull, il a joué pour les équipes locales à Springhead et aux  Tigres nationale comme un garçon montrant le talent d'un âge très précoce. 
Par conséquent, il a fini ses études au lycée Kelvin Hall (où il a débuté en 1985) au début afin de compléter ses études à l'école d'excellence de l'Association de football, tout en perfectionnant ses compétences pour le jeu professionnel.Son père, Jeff Barmby, était aussi un joueur dans sa jeunesse et il est devenu le conseiller et l'agent de son fils que ses compétences ont commencé à attirer l'attention de plusieurs clubs.
Tottenham Hotspur
Barmby a finalement signé pour Tottenham Hotspur, et se joint à eux en quittant l'école à l'été 1990.
Son premier match à Tottenham était contre Hull City à Boothferry park dans un match de recommandation pour Garreth Roberts, et il a marqué deux buts.
Après avoir signé le contrat professionnel en Avril 1991 sous la direction de Terry Venables, il a fait ses débuts en compétition contre Sheffield Wednesday [3] le 27 septembre 1992 dans la FA Premier League, et s'est établi comme un joueur régulier cette saison, alors qu'il était encore à seulement 18 ans [4].
Pendant son temps au club, il est devenu l'un des attaques de cinq hommes de Ossie Ardiles, avec Jürgen Klinsmann, Teddy Sheringham, Darren Anderton et Ilie Dumitrescu. Il a joué 100 matchs et a marqué 27 buts toutes compétitions confondues pour les Spurs, en jouant sur le côté perdant dans les deux FA Cup en demi-finale, avant de devenir signature le plus cher de Middlesbrough dans un £ 5,250,000 affaire en Juin 1995. [5]

## Palmarès

### En équipe nationale
- 23 sélections (4 buts) avec l'équipe d'Angleterre entre 1995 et 2001.
- 3 sélections avec l'équipe d'Angleterre espoirs en 1994.
- 2 sélections avec l'équipe d'Angleterre B en 1994 et 1998.

### En club
- Liverpool FC
  - Vainqueur de la League Cup en 2001
  - Vainqueur du Charity Shield en 2001.